# NGC 3500
NGC 3500 је спирална галаксија у сазвежђу Змај која се налази на NGC листи објеката дубоког неба.
Деклинација објекта је + 75° 12' 4" а ректасцензија 11h 1m 51,3s. Привидна величина (магнитуда) објекта NGC 3500 износи 14,2 а фотографска магнитуда 15,0. NGC 3500 је још познат и под ознакама UGC 6090, MCG 13-8-52, CGCG 351-52, IRAS 10582+7528, PGC 33277.